# 郭都贤
郭都贤（1599年—1672年），字天门，庵号些庵，又號顽石道人，湖廣桃江三堂街合水桥人，明朝政治人物，天啟壬戌進士。历任吏部稽勋司、验封司、考功司主事、文选司员外郎、四川参议、江西学政、江西巡撫等，为官有贤声，曾提拔史可法、洪承疇。清兵入關後出家，暗中抗清。工诗文、书法、绘画，善于画松、兰、竹。

## 生平
萬曆四十三年（1615年）中秀才，萬曆四十六年（1618年）中举人。天启二年（1622年）登壬戌科进士。三年授行人，丁忧归。六年復除原职，七年，分校顺天府乡试，录取史可法等六人。
崇祯三年（1630年）升吏部稽勲司主事，郭都贤在吏部为官時，洪承畴被彈劾而罷免，郭都贤极力为洪承畴辩诬，要起用洪承畴。洪承畴视郭都贤为恩师。
崇祯十年（1637年）起补四川参议，改江西，十四年升江西副使，分守岭北道，十五年（1642年）升广东督粮道参政，十六年出任都察院右佥都御史、巡抚江西，當時張獻忠已入境內，敵兵充斥。都賢晝夜日夜修理防禦工事，並把所有幕僚的薪資都捐獻給軍隊。左良玉駐兵九江，軍紀敗壞，搶劫百姓，於是郭都贤命左良玉離開，自己募兵抵抗張獻忠。當時有人阻撓他，於是他辞官隱居廬山。
崇祯十七年（1644年）甲申之變時，郭都贤一度絕食，但沒死，史可法在揚州開府抗清，要封郭都贤，郭都贤不答應。
清順治三年（1646年）出家，入桃江浮邱观為道士，一說為僧。组织了浮邱山“三千道士下洞庭”的抗清活動，即「洞庭举事案」。桂王在肇庆即位，是为永历帝，以兵部尚书一職召郭都贤，而郭都贤已出家，法號禎石。

## 事跡
洪承畴降清后，至桃江拜望郭都贤，欲以厚報。洪承畴餽贈金錢給郭都賢，郭都賢不接受，又說要奏请順治帝，封郭都贤之子為監军，郭都贤又謝絕。都贤把眼睛瞇起，假裝自己失明，故作眼病之状。洪承畴訝異问“何时得眼疾？”，郭都贤说：“自從认识您的時候，眼睛就瞎了。”洪承疇頓時無言以對。
據說洪承畴為了壓抑反清復明，在长沙制造文字狱，拘禁名士三百多人，郭都贤去长沙拜訪洪承畴，希望洪承畴勿杀无辜，洪承畴看在郭都贤的情面上，只得全部釋放。临别时，郭都贤作揖諷刺道：“多谢两朝元老。”洪承畴回答：“下官是千古罪人”。

## 延伸阅读
[在维基数据编辑]
 《清史稿·卷501》，出自趙爾巽《清史稿》